# 海厄瓦薩鎮區 (密歇根州)
海厄瓦薩鎮區（英語：Hiawatha Township）是位於美國密歇根州斯庫克拉夫特縣的一個行政鎮區。

## 地方資料
海厄瓦薩鎮區的面積為753.35平方千米，當中陸地面積為718.54平方千米，而水域面積為34.81平方千米。根據2020年美國人口普查的數據，當地共有人口1305人，而人口密度為每平方千米1.73人。